# Гусейнов, Ильгар Низами оглы
Ильгар Низами оглы Гусейнов (азерб. Hüseynov İlqar Nizami oğlu; род. 10 января 1994, Мубарек, Кашкадарьинская область) — азербайджанский футболист, амплуа — полузащитник.

## Клубная карьера
Воспитанник футбольной академии ФК «Машъал» города Мубарек, в юношеских секциях (до 15, 16 и 17 лет) которого начинал свои выступления в 2006 году. Пробыл здесь до 2010 года. В 2011 году переехал в Азербайджан.
Первым клубом в Азербайджане, за который зимой 2011 года начал выступать Гусейнов, был ФК «Шуша». В составе шушинцев футболист провёл пол сезона, чередуя свои выступления в дублирующем и основном составах клуба.
Летом 2011 года подписывает трехлетний контракт с клубом азербайджанской Премьер-лиги ФК «Симург» Закатала.
Дебютировал в основном составе «фениксов» 6 апреля 2014 года, во время матча XXIX тура Премьер-лиги Азербайджана против бакинского «Интера».